# Skyler Suggs
Skyler Suggs (Augusta, 1991) è un ex giocatore di football americano statunitense che ha giocato come defensive lineman.
È fratello di Scott Suggs, cestista con esperienza in diverse squadre europee.